# ثوم إكلوند
ثوم إكلوند (بالسويدية: Thom Eklund)‏ هو لاعب هوكي الجليد سويدي، ولد في 28 أكتوبر 1958 في إنشوبينغ في السويد.

## وصلات خارجية
- ثوم إكلوند على موقع EliteProspects.com (الإنجليزية)
- ثوم إكلوند على موقع Eurohockey.com (الإنجليزية)
- ثوم إكلوند على موقع HockeyDB.com (الإنجليزية)
- ثوم إكلوند على موقع أوليمبيديا (الإنجليزية)
- ثوم إكلوند على موقع اللجنة الأولمبية السويدية (السويدية)